# Ōshikōchi Mitsune
En aquest nom japonès, el cognom és Ōshikōchi.
Ōshikōchi Mitsune (凡河内躬恒) (898–922) fou un administrador i poeta yamato-uta de la cort japonesa de principis del període Heian, i membre dels trenta-sis poetes immortals. Fou governador de les províncies de Kai, Izumi i Awaji, i en el seu retorn a Kyoto participà en el Kokin Wakashū. Era un mestre de la mètrica poètica i els seus poemes acompanyats per imatges eren molt admirats per la qualitat. La seua influència durant l'època es comparà a la de Ki no Tsurayuki, i compongué un nombre inusualment llarg de poemes (193), incloent-hi la seua col·lecció oficial de poesia.

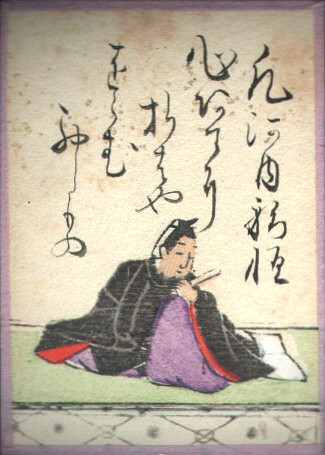
Ōshikōchi Mitsune, de lOgura Hyakunin Isshu

És molt conegut al Japó hui dia pel seu poema inclòs en la famosa antologia Hyakunin Isshu.